# Royal de Luxe

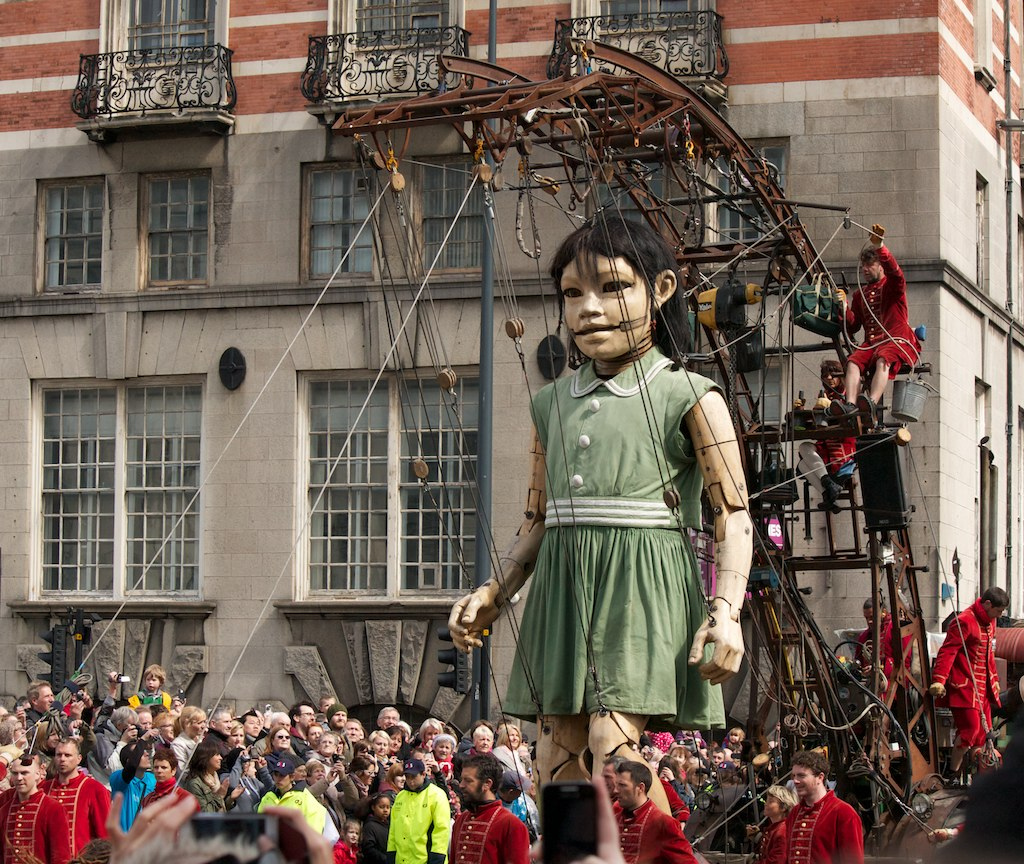
La Petite Géante.

Royal de Luxe es una compañía francesa de teatro callejero fundada en 1979 por Jean Luc Courcoult y con sede en Nantes. Se caracteriza por usar marionetas gigantes en sus montajes.

## Espectáculos
- 1979: Le Cap Horn. Cabo de Hornos La primera creación de Royal de Luxe
- 1982-5: Publicité Urbaine. Publicidad Urbana. Parodia de la publicidad presentada en Francio y llevada luego a Europa. En 1985, La demi-finale de Waterclash', La semifinal de Waterclash un combate de caballos, acompañados por música roquera y el ruido de máquinas de lavar y vajilla rota. Michel Augier pasa a ser el compositor de la compañía.
- 1984: Participación en el festival de Festival de Santarcángelo en Italia.
- 1985: L'Incroyable histoire d'amour d'une péniche et d'un scaphandrier, La increíble historia de amor de una Gabarra y un Buzo, en Toulouse. Una gabarra da a luz una pequeña gabarra después de un periplo de varios días a través de la ciudad. Las giras en Europa se multiplican. Creación de la primera Roman photo: tournageo Novela foto: rodaje en el marco de un concurso organizado por la SNCF. La compañía gana el concurso, lo que le permite presentarse en las estaciones de las principales ciudades de Francia, con reposiciones en 1987 (doscientas cuarenta representaciones en Francia, Europa, África y en América del Sur y nueva gira con este espectáculo en 1991 por Asia (Japón, Corea, Filipinas) y Oceanía (Australia y Nueva Zelanda).
- 1990: La verdadera historia de Francia. Presentación en el Festival de Aviñón
- 1992 La véritable histoire de France se embarca a bordo de Cargo 92 para una serie de presentaciones en América del Sur acompañados de Mano Negra y las compañías de Philippe Découflé y Philippe Genty.
- 1993: Le Géant tombé du ciel. El Gigante caído del cielo, que años más tarde -2009 y 2010- será un buzo vestido con escafandra)
- 1994: Le Géant tombé du ciel: dernier voyage. El Gigante derribado por el cielo: último viaje.
- 1994: Le péplum. El peplo. Gira de más de dos años y medio a través del mundo: desde Nantes a Perth pasando por Berlín, Zúrich, El Havre...
- 1997: En octubre la compañía se va seis meses a Camerún
- 1999: Petits contes nègres titre provisoire. Pequeños cuentos negros, título provisorio. Vuelta al espectáculo más tradicional de Royal de Luxe, después de la primera presentación en Nantes, la compañía se va a una gira francesa, sudamericana y europea.
- 2000: Les chasseurs de girafes. Los cazadores de jirafas. La Pequeña Gigante hace su vuelta, acompañada para la ocasión de dos jirafas gigantes (la mamá y su pequeño), después de la primera presentación en Nantes La Pequeña Gigante y sus jirafas se van a El Havre, Lille, Calais
- 2004: Le tréteau des ménestrels: Soldes! deux spectacles pour le prix d'un. El caballete de los ministriles: ¡liquidación! Dos espectáculos por el precio de uno. Una nueva visita al teatro clásico.
- 2005: La visite du sultan des Indes sur son éléphant à voyager dans le temps. La visita del sultán de la India sobre su elefante que viaja por el tiempo. Con ocasión del año dedicado a Julio Verne, ambas ciudades vernianas encargaron a Royal de Luxe esta nueva creación. Fue llevada a cabo con este elefante gigante acompañado por la Pequeña Gigante quienes hicieron su aparición durante mayo en Nantes y en junio en Amiens.
- 2006: Nueva versión del caballete de los ministriles o tréteau des ménestrels en el Pont du Gard.
- 2006: L'éléphant et la petite géante El elefante y la Pequeña Gigante en las fiestas de Calais
- 2007: El Rinoceronte Escondido' (La petite géante es la historia de una niña que ha viajado en el tiempo, corporizada como una marioneta gigante, que debe dormir, bañarse, comer, etc, e ir en busca del "Rinoceronte del sultán" que causa destrozos en las ciudades.
- 2008 La Révolte des mannequins. La Rebelión de los Maniquíes es presentado en Charleville-Mézières desde el 26 de octubre al 3 de noviembre.
- 2009 La Géante du Titanic et le Scaphandrier. El Gigante del Titanic y el buzo fue presentado en Nantes del 5 al 7 de junio. El mismo muñeco de la niña que se presentó en El Elefante y la Pequeña Gigante y en El Rinoceronte Escondido aparecerá junto a su tío, un muñeco del doble del tamaño que ella.
- 2009 Desde el 1 al 4 de octubre en Berlín se presentó Das Wiedersehen von Berlín (La Reunión de Berlín), el espectáculo de la Pequeña Gigante junto a su tío con Escafandra, simbolizando la unificación de Alemania hace 20 años.
- 2010 La Invitación, título en Santiago de Chile de la Pequeña Gigante junto a su tío en Escafandra. Entre el 29 y 31 de enero, en Santiago a Mil
- 2010 Los Gigantes de Guadalajara, obra de teatro urbano que se presentó del 23 al 28 de noviembre Guadalajara, Jalisco, México como parte de las fiestas de celebración del Bicentenario.Una historia fantástica, mitológica; que mezcla la historia de los Gigantes con la historia de la Revolución y de la Independencia. Los actores son un campesino gigante, la pequeña gigante y al perro Xolo de la raza Xoloitzcuintle, originaria del grupo étnico de los Mexicas en la época precolonial de México.[1]